# ГЭС Илья-Солтейра
ГЭС Илья-Солтейра (порт. Usina Hidrelétrica Ilha Solteira) — гидроэлектростанция в Бразилии, расположена на реке Парана. Установленная мощность электростанции составляет 3,4 ГВт, вместе с ГЭС Трес Ирманс — 4,3 ГВт.
Плотина ГЭС предназначена для производства электричества, обеспечения условий судоходства на реке и для снижения паводков.

## Основные сведения
Строительство электростанции было начато в 1967 году, пуск последнего гидроагрегата произошел в 1978 году, после чего ГЭС стала 6-й по мощности в мире на тот момент. Основные сооружения ГЭС включают в себя:
- дамбу высотой до 76 м и длиной 5605 м;
- водосброс пропускной способностью 40 000 м3/сек;
- машинный зал, в котором установлены 20 гидроагрегатов с радиально-осевыми турбинами, 11 из которых имеют мощность 170 МВт, пять — 174 МВт и четыре по 176 МВт.

Годовое производство электростанции составляет 17,9 млрд  кВт⋅ч, вместе с ГЭС Трес Ирманс — 20,5 млрд  кВт⋅ч Плотина электростанции не оборудована судопропускными и рыбопропускными сооружениями.
ГЭС сформировала водохранилище, которое на высоте 328 м НУМ имеет площадь 1195 км2 и полный объем 21,2 км3. Водоём включает в себя исток реки Парана, за который принято считать слияние рек Паранаиба и Риу-Гранди.
Высота нижнего бьефа соответствует высоте верхнего бьефа контррегулирующей ГЭС Соуза Диаса, подпор от которой распространяется до плотины Илья-Солтейра.

## Канал Перейра-Баррету
Водохранилище ГЭС Илья-Солтейра на реке Парана и водохранилище ГЭС Трес Ирманс на реке Тиете соединены судоходным каналом Перейра-Баррету длиной 9,6 км, что позволяет проход судов между двумя водоемами. Так как плотина ГЭС Трес Ирманс оборудована шлюзами и располагается на притоке Параны, то это позволяет проход судов в верхний и нижний бьефы плотины Илья-Солтейра. Водохранилище ГЭС Трес Ирманс с общей площадью 770 км2 увеличивает регулирующую роль водохранилища ГЭС Илья-Солтейра путём перераспределения воды в обоих водоёмах посредством данного канала.